# Wurster Straße

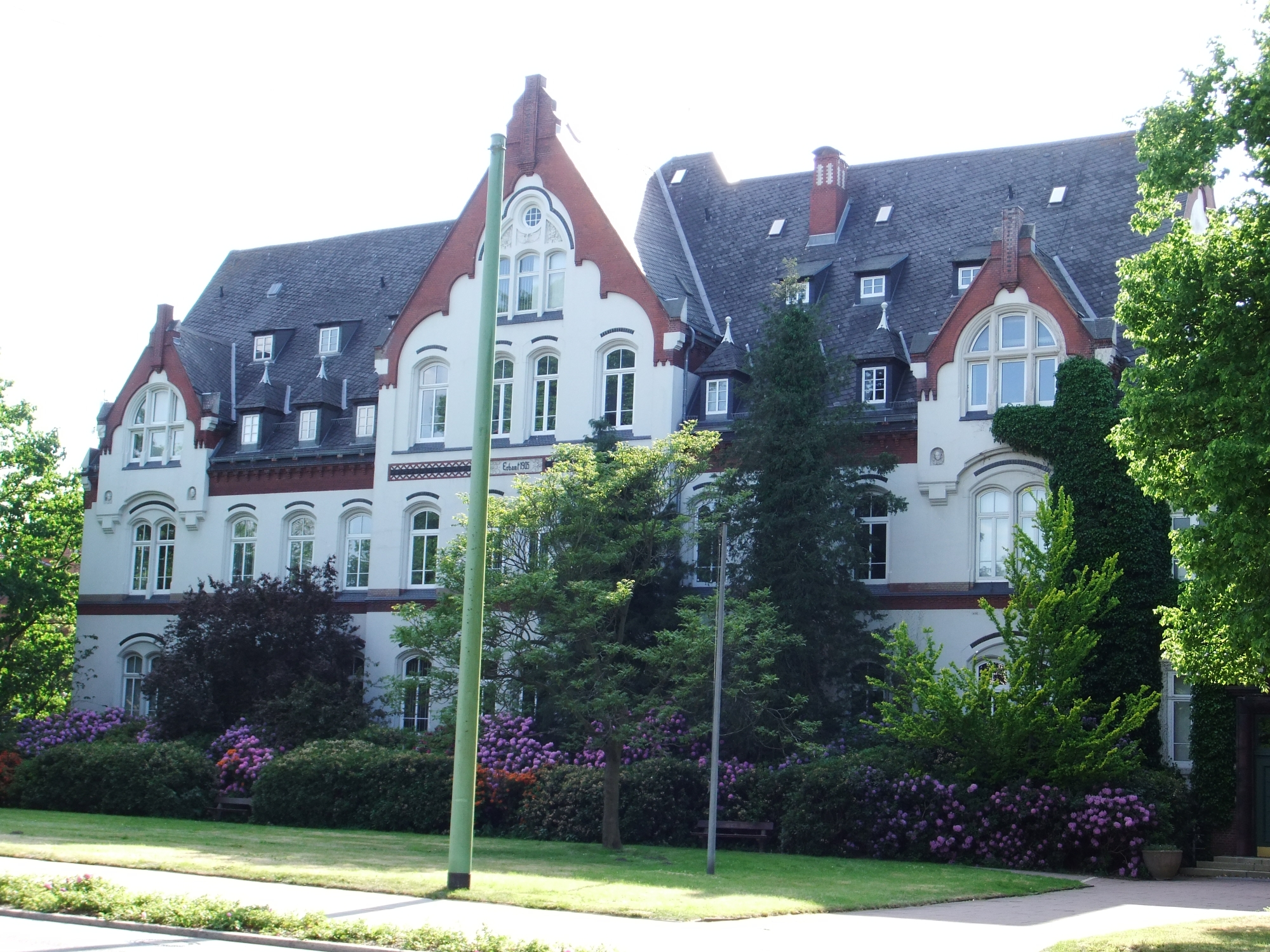
Nr. 49: ehem. Krankenhaus Lehe

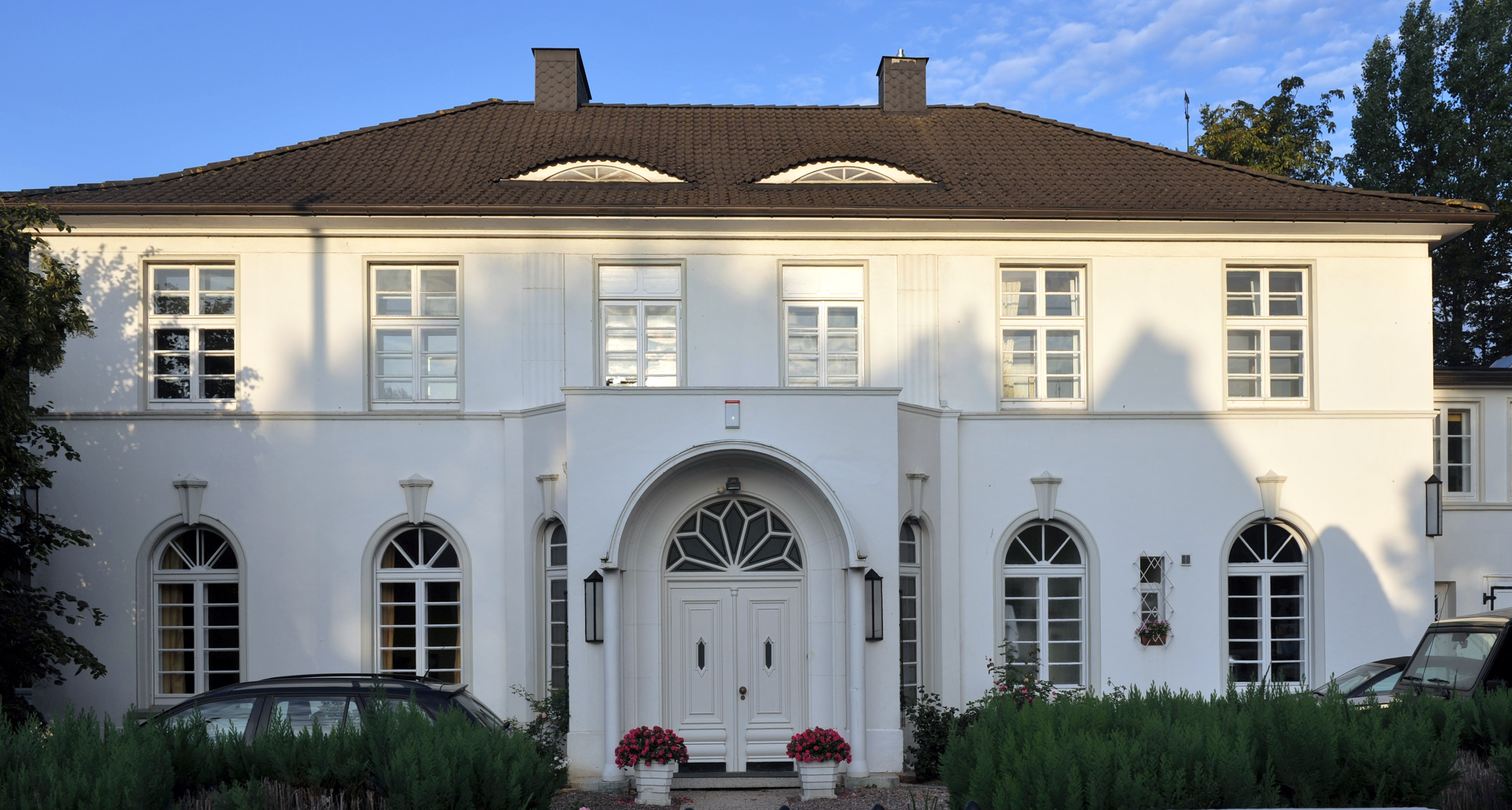
Nr. 99: Villa Weber

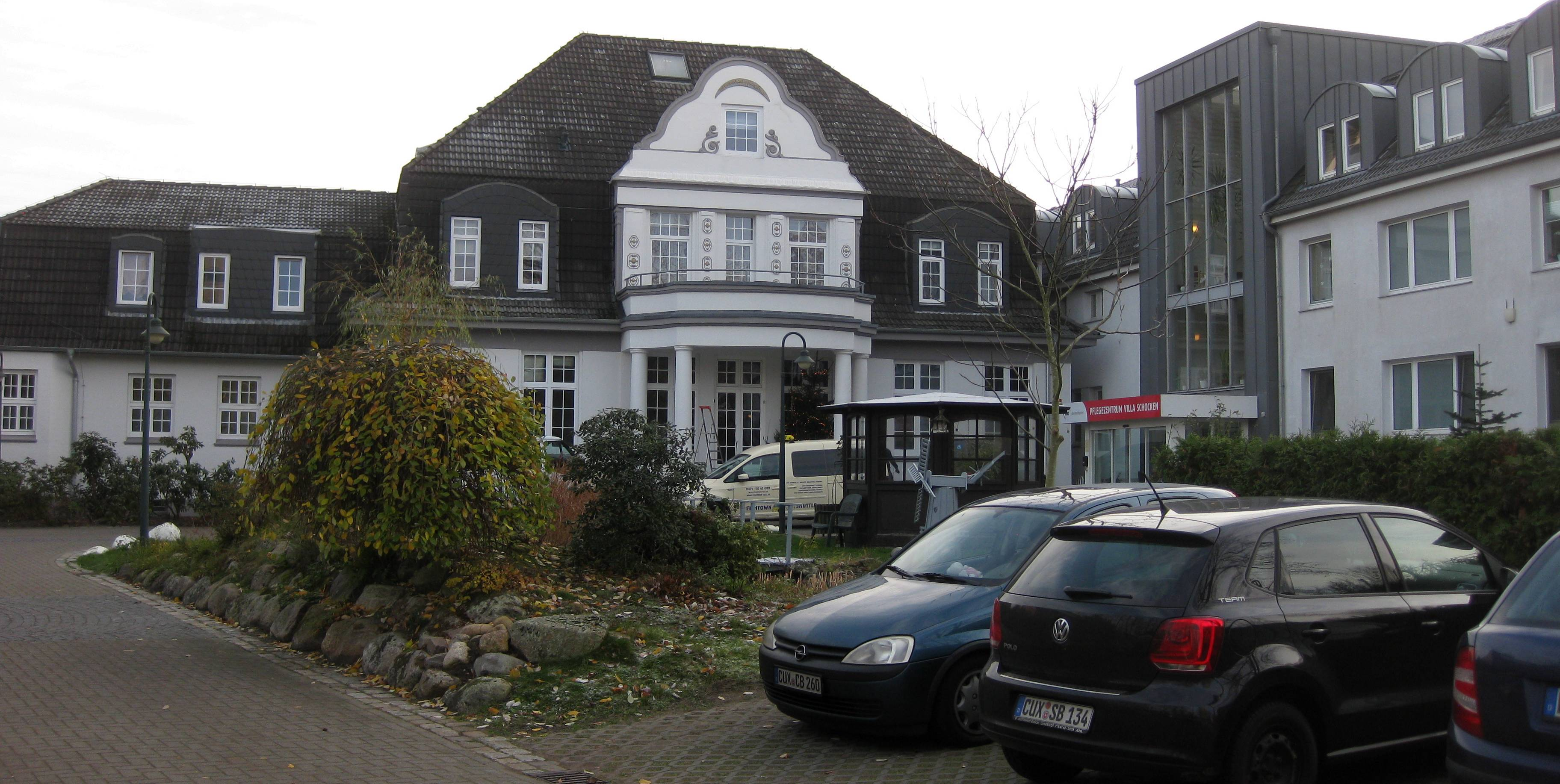
Nr. 106: Villa Schocken

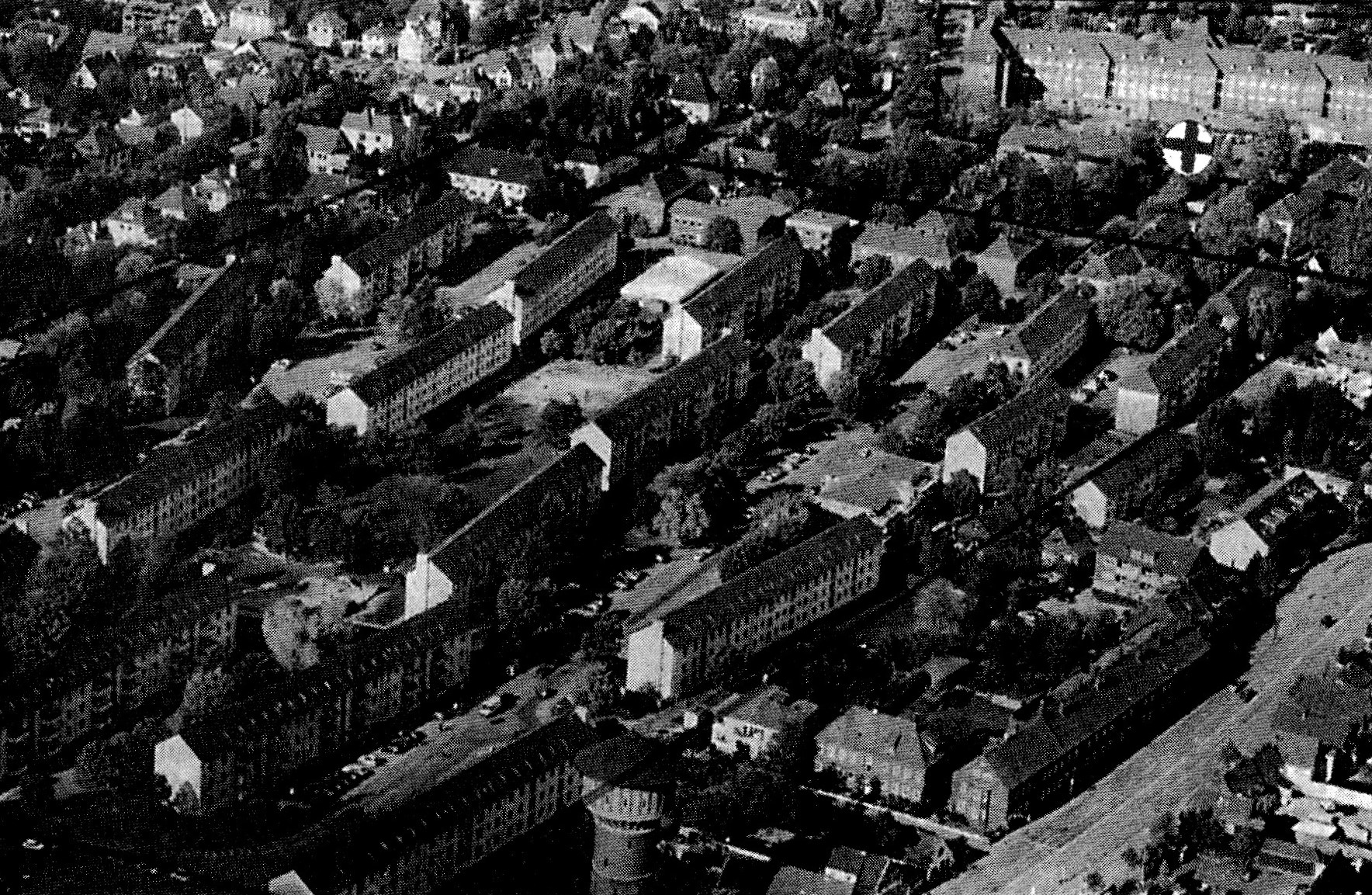
Wohnblocks für US-amerikanische Soldatenfamilien im Großen Blink; links oben die Wurster Straße

Die Wurster Straße ist eine zentrale Erschließungsstraße in Bremerhaven, Stadtteile Lehe (Eckernfeld, Speckenbüttel) und Weddewarden. Sie führt zuerst in Süd-Nord-Richtung und dann in Ost-West-Richtung vom Flötenkiel und der Langen Straße zur Cherbourger Straße und zu den Bremer Häfen (Containerterminal, Nordhafen, Osthafen, Wendebecken) als Häfen in Bremerhaven sowie nach Weddewarden und zum Ortsteil Imsum und der Wurster Landstraße (L129).
Sie gliedert sich in die Teilbereiche
- Flötenkiel/Lange Straße bis Cherbourger Straße/ Parkstrasse
- Cherbourger Straße bis Überseehäfen, Weddewarden und Imsum.

Die Querstraßen und die Anschlussstraßen wurden oft benannt nach ostpreußischen und niederschlesischen Orten sowie u. a. als Lange Straße, Flötenkiel nach der Flötenform (Mundstück: Kiel = Keil) der spitz zulaufenden Straßen, Nordstraße, Stresemannstraße nach dem Staatsmann Gustav Stresemann (DVP), Hermann-Legenhusen-Straße nach dem Mäzen, der der Stadt Grundstücke am Flötenkiel schenkte, Hohenfriedberger nach der Schlacht bei Hohenfriedberg von 1745 und dem Militärmarsch, Kleiner Blink nach der Flurbezeichnung, Roßbacher Straße nach der Schlacht bei Roßbach von 1757, Abbestraße,-Anton-Biehl-Straße nach dem Freiheitskämpfer (1788–1835) im Kampf gegen die Franzosen, Eckernfeldstraße nach dem Leher Ortsteil (ndt. Ekk = Ecke), unbenannte Straße, Sorauer Straße, Goldberger Straße, Großer Blink, Liebigstraße nach dem Chemiker Justus von Liebig, Twischlehe (twisch = dazwischen), unbenannter Platz, Cherbourger Straße nach der Partnerstadt Cherbourg, Parkstrasse nach dem Speckenbütteler Park, Gaußstraße nach dem Mathematiker, Astronom, Geodät und Physiker,
Timmermannallee, Lycker Straße, Stuhmer Straße, Konitzer Straße, Rastenburger Straße, Wurthacker, Tannenbergstraße nach der Schlacht bei Tannenberg (1410), Tonderner Straße, Johannisburger Straße, Westerbritjen nach dem Feld = althochdeutsch britjen, Braunsberger Straße, Elbinger Straße,
Heilsberger Straße, Siebenbergensweg, Pillauer Straße, unbenannter Weg, wieder Cherbourger Straße, Washingtonstraße nach dem ersten US-Präsidenten George Washington, Grauwallring, Amerikaring, Überseering, Senator-Borttscheller-Straße nach dem Hafensenator Georg Borttscheller (1896–1973), Morgensternstraße nach der ehem. Burg Morgenstern in Weddewarden (s. Männer vom Morgenstern), An der Steingrube, Schulpfad, Am Büttel (ndt.) = „Haus und Hof“ oder Siedlungsgebiet im Elbe-Weser-Dreieck, Rudolf-Kinau-Straße nach dem niederdeutschen Schriftsteller (1887–1975), Dingener Weg nach der Gemeinde im Kreis Dithmarschen, Bütteler Specken (s. o.), Deichweg; in Imsum: Rosenpatt, Süderweg, Alte Bahnhofstraße, Anton-Biehl-Straße (s. o.); ansonsten siehe beim Link zu den Straßen.

## Geschichte

### Name
Die Wurster Straße wurde benannt nach der friesischen Region Land Wursten, zu der die Straße führt. Der niederdeutschen Begriff Wurtsassen oder Wursaten heißt Wurten-Bewohner. Wurten sind künstliche Siedlungshügel, die bis zur Errichtung von Deichen in den Marschgebieten der Nordseeküste Schutz vor Hochwasser und Sturmfluten boten.

### Entwicklung
Das preußische Lehe dehnte sich nach dem Bau der Häfen in Bremerhaven (ab 1827) auch langsam ab um 1880 nach Norden aus.
Die Hafengruppe Bremerhaven der Bremer Häfen wurde mit dem Container-Terminal Bremerhaven seit 1968 kontinuierlich bis 2008 ausgebaut. Ab 1890 wurde der Speckenbütteler Park angelegt. Das Krankenhaus Lehe an der Wurster Straße (heute Gesundheitsamt) wurde 1906 fertiggestellt. 1924 kam Lehe zur Stadt Wesermünde und diese wurde 1947 mit dem Stadtteil Mitte die Seestadt Bremerhaven. Ab 1949 entstand die Eigenheimsiedlungen Auf dem Eckernfeld; es folgten weitere Siedlungen im Bereich der Wurster Straße. 1954 bis 1957 baute östlich der Straße nach Enteignungen und Protesten die US-Streitkräfte die Siedlung Am Blink.
Die Hafengruppe Bremerhaven der Bremer Häfen wurde mit dem Container-Terminal Bremerhaven seit 1968 kontinuierlich bis 2008 ausgebaut.

### Verkehr
Die Wurster Straße diente zunächst der Erschließung einer Ortserweiterung von Alt-Lehe vom Flötenkiel Richtung Norden. 1881 wurde die Pferdebahn von Geestemünde nach Lehe/Wurster Straße in Betrieb genommen und 1896 nach Speckenbüttel erweitert. Der Straßenbahnhof Lehe befand sich an der Wurster Straße (siehe nebenstehenden Gleisplan). Die Strecken wurden nach und nach zweigleisig ausgebaut und bis 1908 zur elektrischen Bahn umgerüstet. Die Linie 5, Rot, führte vom Depot Lehe durch die Straße und die Parkstraße nach Speckenbüttel. Die Straßenbahnlinie 2 führte vom Bahnhof Geestemünde zum Depot Lehe in der Wurster Straße und später zum Bahnhof Langen; 1927 wurde sie bis zum Park Friedrichsruh in Langen verlängert. 1960 gab es noch die Linie 2, die von der Stadtgrenze Langen (Busdepot) nach Lehe und zum Hauptbahnhof verlief. Die Straßenbahn gibt es seit 1982 nicht mehr. Heute fahren ausschließlich Autobusse.
Die Wurster Straße ist eine der beiden Anschlussstraßen für den Hafenverkehr und nach der erheblichen Zunahme des LKW-Verkehrs überlastet. Durch die Cherbourger Straße konnte ab 1976 die Wurster Straße auf einem Teilabschnitt entlastet werden.
Im Nahverkehr von BremerhavenBus durchfahren die Linien 502, 509 und ML sowie ein Anruf-Linientaxi die Straße und die Linien 503, 504, 505, 506, NL und S tangieren sie am Flötenkiel.

## Gebäude und Anlagen
Erwähnenswerte Gebäude und Anlagen
- Nordstraße Nr. 83/85: 4-gesch. Eckhaus mit Apotheke am Flötenkiel
- Kleiner Blink Nr. 8: 2-gesch. Amerikanische Schule von um 1955 für die Kinder der amerikanischen Soldaten; seit 1994 sanierte Grundschule mit heute 230 Schülern. Siehe dazu: Wohnviertel der Amerikanischen Streitkräfte in Bremerhaven
- Nr. 25 bis 50: 2-gesch. Wohnhäuser mit Walm- oder Satteldächern
- Nr. 39: 2-gesch. Villa mit Walmdach
- Nr. 47: 2- und 3-gesch. Marie von Seggern-Heim
- Nr. 49: 2-gesch. verputztes, denkmalgeschütztes ehem. Krankenhaus Lehe von 1906 mit 3-gesch. Giebelrisalit nach Plänen des Stadtbaumeisters Heinrich Lagershausen, 1929 Umbau und Erweiterungen, Krankenhaus bis 1976; heute Gesundheitsamt und andere städtischen Dienststellen.[3]
- Nr. 56 bis 104: 1- und 2-gesch. freistehende Wohnhäuser und Villen, teils von um 1905
  - Nr. 56: 1-gesch. Wohn- und Geschäftshaus von um 1905
  - Nr. 64: 3-gesch. Wohn- und Geschäftshaus von um 1905
  - Nr. 86: 2-gesch. Villa von um 1910 mit fachwerkverkleideter Giebel und achteckigem Ecktürmchen
  - Nr. 88; 2-gesch. Villa im Jugendstil
  - Nr. 90: 2-gesch. Villa von um 1905 mit mittigem achteckigem Türmchen
  - Nr. 92: 2-gesch. Villa von um 1910 mit Krüppelwalmdach und Fachwerkverkleidungen der Giebel
  - Nr. 102: 2-gesch. Villa von um 1905, heute Norddeutsche Konzertdirektion
- Nr. 55 bis 61 sowie Eckernfeldstraße Nr. 2A: 2-gesch. rotsteinverblendete Gebäudeanlage mit acht Häusern, teils von um 1990, mit dem Lotte-Lemke-Haus der AWO
  - Früheres Depot Lehe der Straßenbahn
- Nr. 99: 2-gesch. verputzte Villa Weber von 1927 mit Walmdach und Fledermausgauben nach Plänen von Ernst Maassen und Robert Witte; von 1945 bis 1952 als Club 99 von der US-Militärregierung genutzt.[4]
- Nr. 106: 1-gesch. Villa Schocken von 1916, seit 1932 Villa des jüdischen Geschäftsmanns Joseph Schocken, 1945 Offizierskasino der Us-Army, 1948 Lehrlingswohnheim und danach Kindererholungsheim der Arbeiterwohlfahrt, ab 1988 Altenpflegeheim[5]
- Straßentunnel Cherburger Straße
- Nr. 101: 16-gesch. Wohnhochhaus von um 1980 mit Geschäftsstelle der Volksbank Bremerhaven-Cuxland
- Nördseite zwischen Timmermannallee bis Nr. 192: Einfamilienhaussiedlungen von nach 1970 in Speckenbüttel und Speckenbütteler Park
- Südseite zwischen Gaußstraße bis Pillauer Straße: Einfamilienhaussiedlungen von nach 1970
- Nr. 204: Jahnwiese vom TV Lehe
- Brücke über die Neue Aue die zum Weserportsee führt
- Grünzonen beidseitig

- Weddewarden:

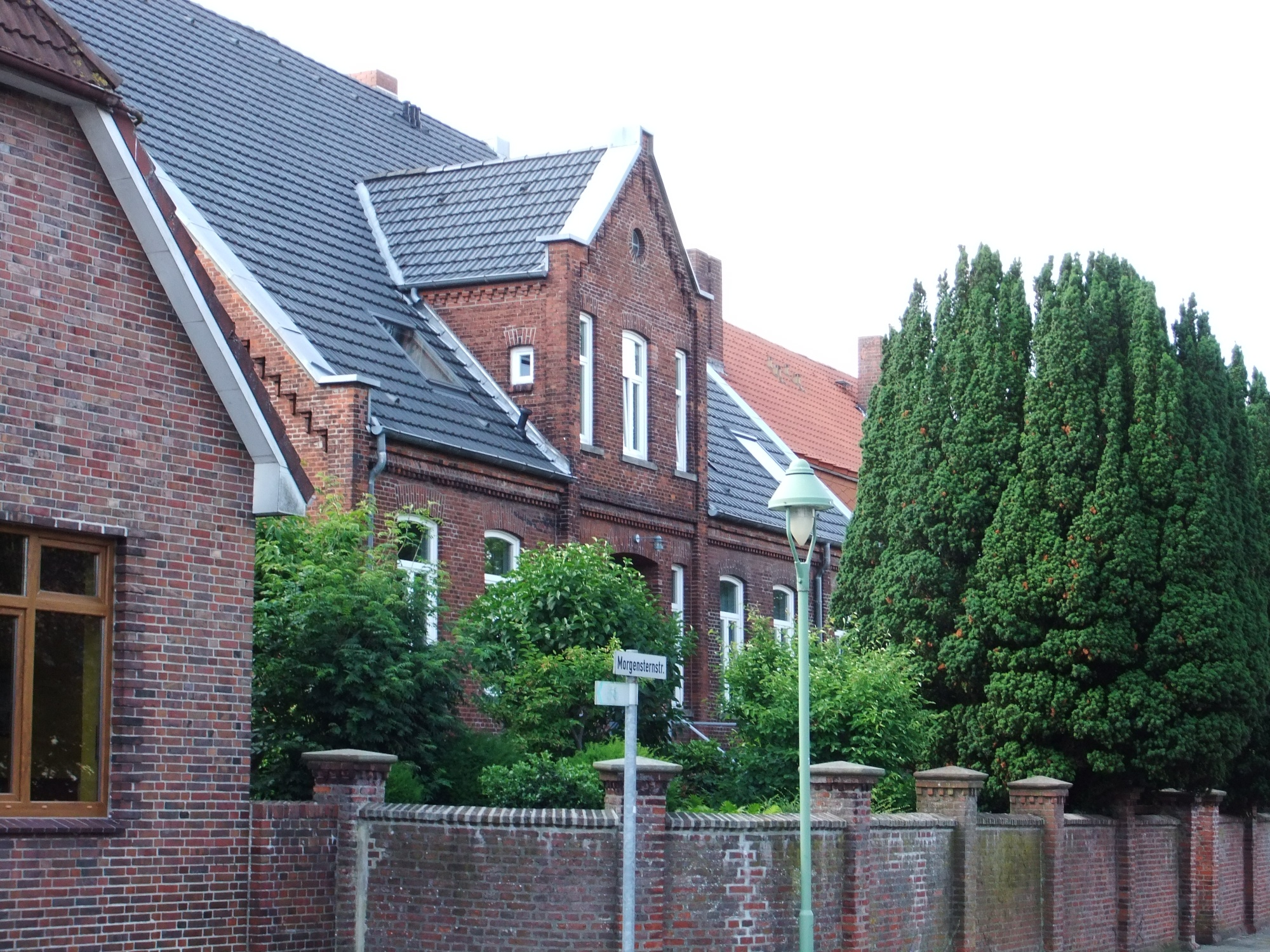
Weddewarden: Hof Rall

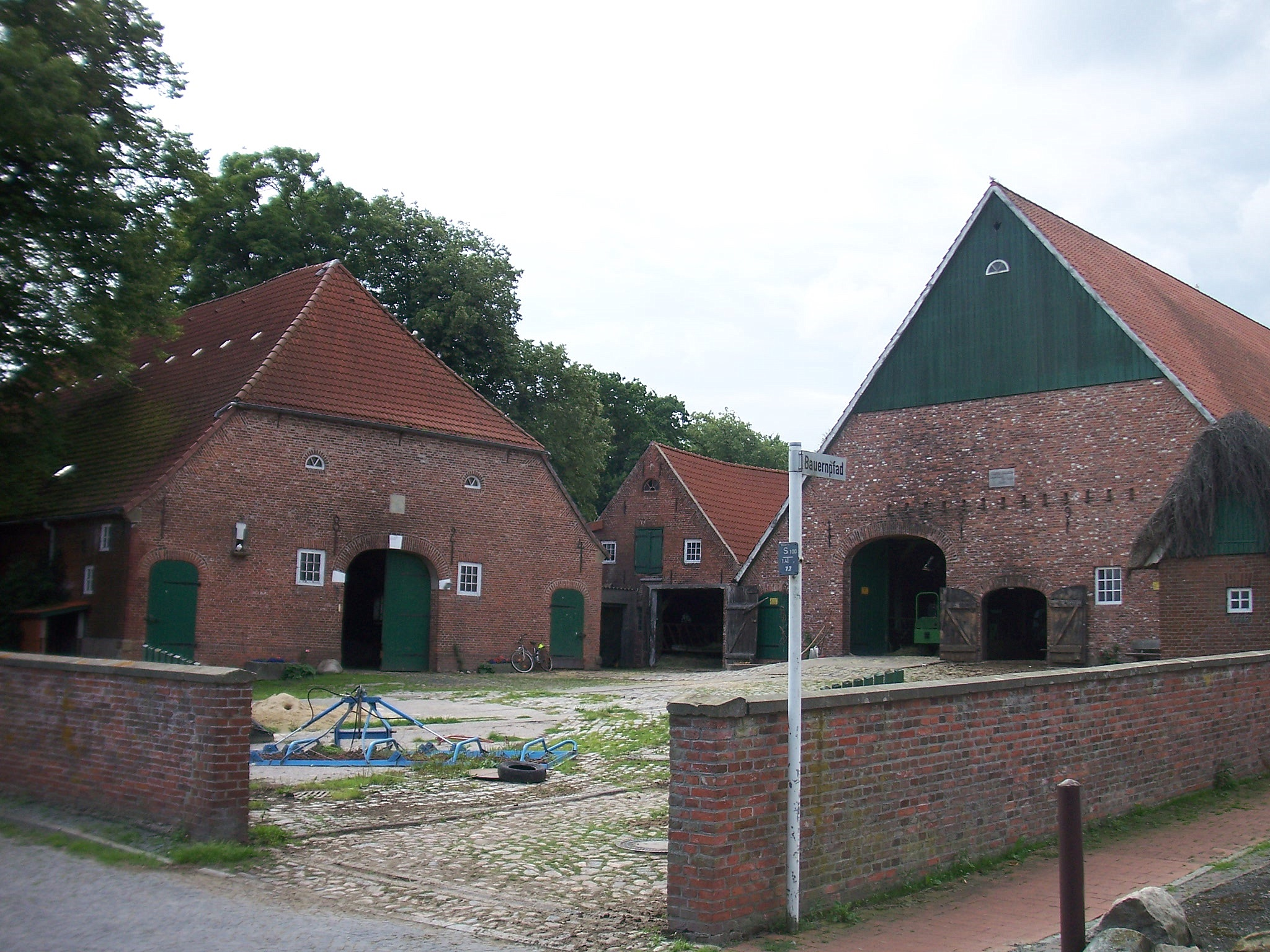
Weddewarden: Hof Sibbern

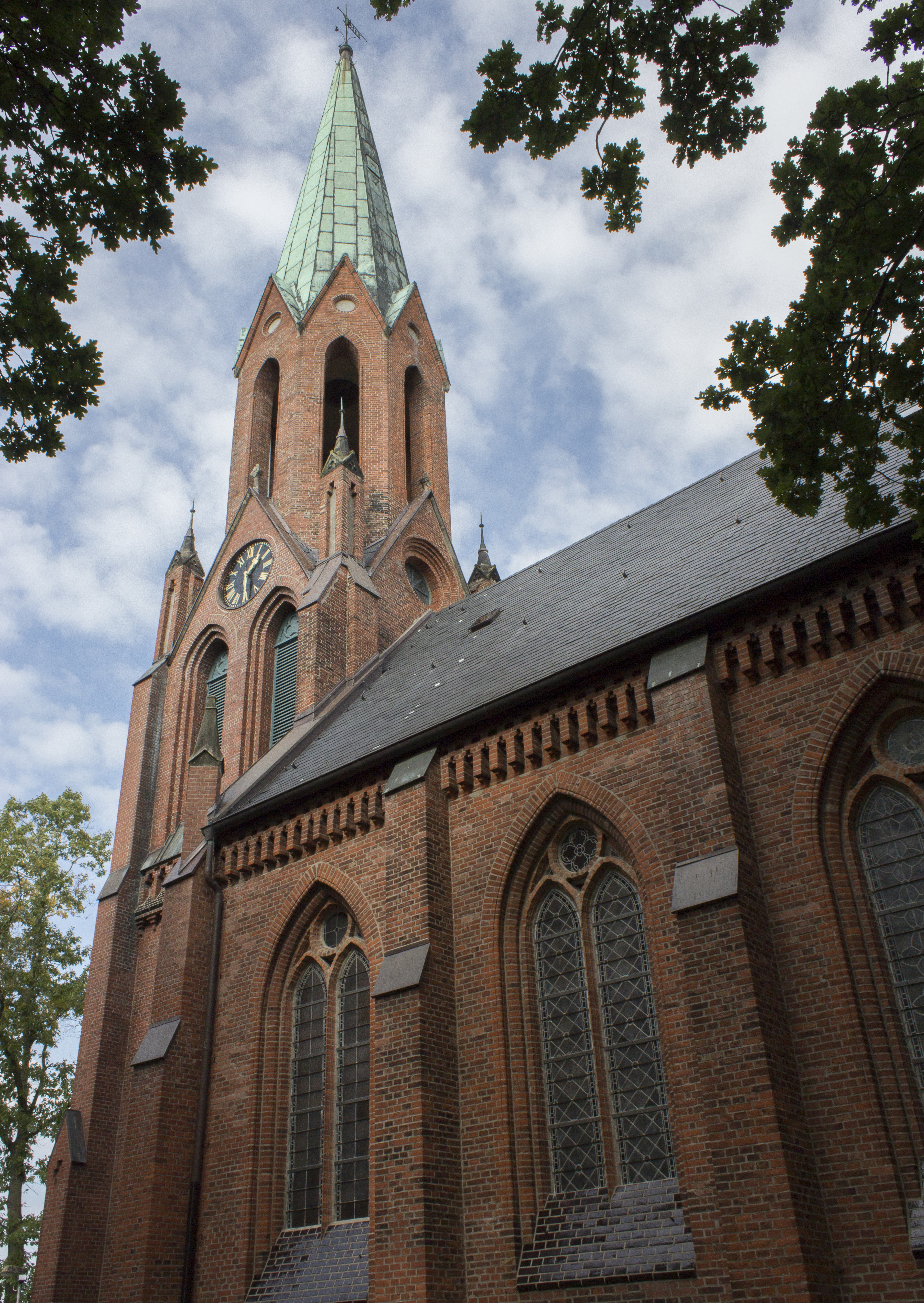
Nr. 404: Zionkirche Weddewarden

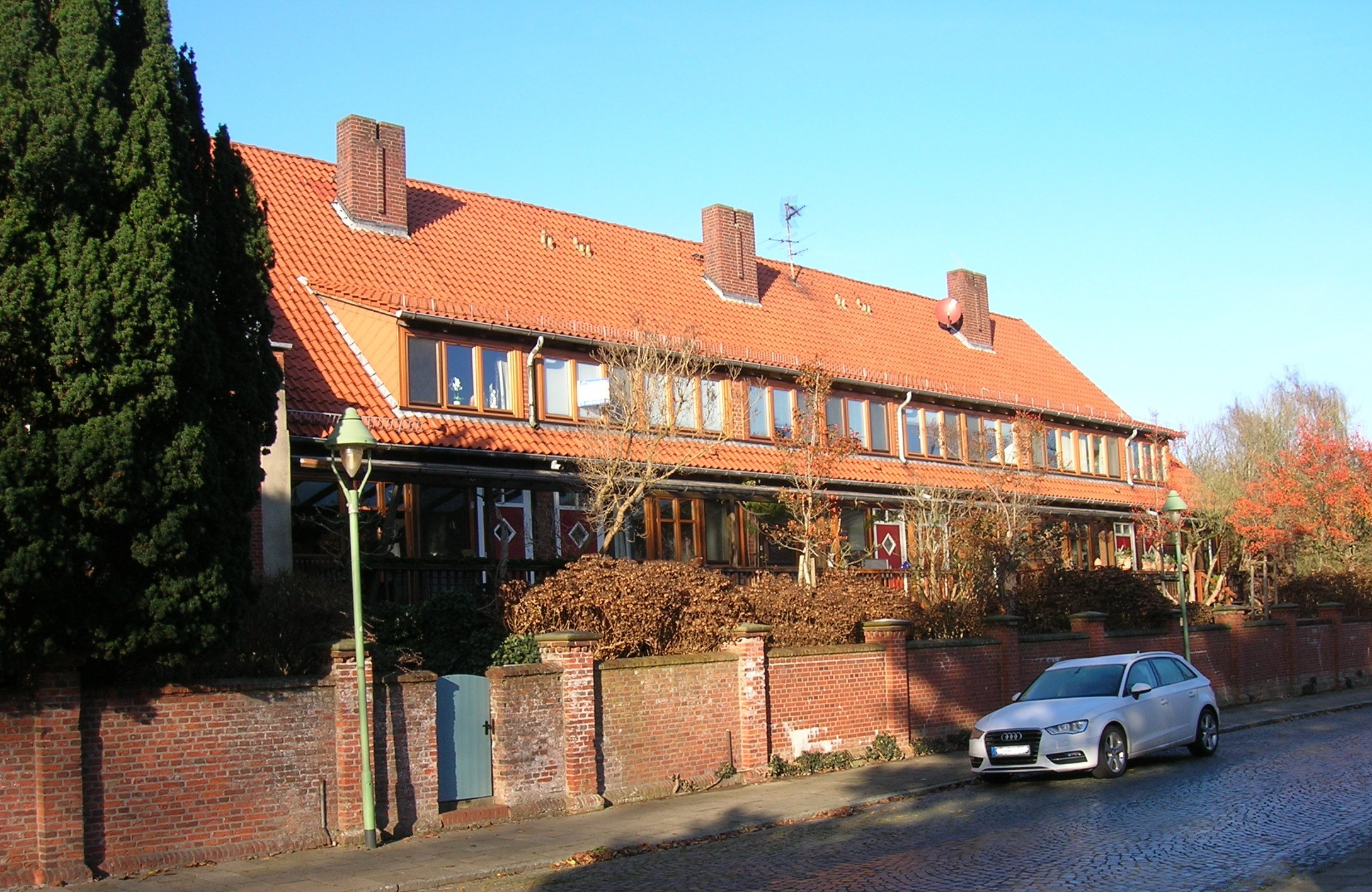
Weddewarden: Wohnanlage Brinkama-Hof

  - Nordseite: Stellplatz am Grauwallring für die Autoverladung sowie Gewerbeflächen
  - Brücke über die Güterbahngleise
  - Amerikaring Nr. 9: Museum der 50er Jahre von 2005 in der ehem. Militärkirche mit 20.000 Exponaten.
  - Südwestlich lag der ehemalige Flugplatz Weddewarden und die 1976 so bezeichnete Carl-Schurz-Kaserne als Port of Embarkation, mit dem Sender des American Forces Networks AFN-Bremerhaven (1949–1993). Heute befindet sich hier das Hafen- und Gewerbegelände (Autoverladung, Hafenbetriebe).[6]
  - Unterführung von mehreren Güterbahngleisen
  - Brücke über den Grauwall-Kanal der von Langen und Sievern in die Weser führt
  - Morgensternstraße Nr. 2: 1-gesch. Freiwillige Feuerwehr Weddewarden
  - Morgensternstraße Nr. 4: 1-gesch. Wohnanlage Brinkama-Hof der 1970er Jahre nach Plänen von Peter Weber
  - Morgensternstraße Nr. 6: 1-gesch. denkmalgeschützter Bauernhof Rall von 1900[7]
  - Morgensternstraße Nr. 9 und 12: 1-gesch. denkmalgeschützter Bauernhof Sibbern von 1838[8] und Gesindehaus von um 1850
  - Nr. 387: 2-gesch. Anne-Frank-Schule mit Erweiterungsbauten (Früher zweiklassige Schule von 1859)
  - Nr. 404: Neogotische, evangelische, denkmalgeschützte Zionkirche Weddewarden von 1877 aus Backstein mit oberen oktogonalen Turm mit spitzen Turmhelm nach Plänen von August Schwägermann und Carl Pogge (Turm).[9]
  - Nr. 390 bis 427 (höchste Hausnummer der Straße in Bremerhaven): Einfamilienhäuser
- Imsum, 1091 zuerst erwähnt:
  - Nr. 1 bis 75: 1-gesch. Einfamilienhäuser
  - Nr. 49: 1-gesch. Bauernhof
  - Nr. 53: 2-gesch. Dingener Hof als Gaststätte
  - Nr. 62: 1-gesch. Hof Imsum mit rückseitiger erhaltenen alten Giebel mit Rundbogentor
  - Nr. 64: 1-gesch. Haus am Hafen als Gästehaus
  - Hinweis: Ochsenturm und Friedhof am Deich als Rest einer 1895 abgerissenen Pfarrkirche von 1218

### Gedenktafeln
- Stolpersteine in Bremerhaven Wurster Straße 106
  - für Heinz Schocken und Hilde Schocken die 1938 in die USA fliehen mussten und
  - für Jeanette Schocken (1883–1941) die 1941 in Minsk ermordet wurde.